# Santa Maria de Sardoura
Santa Maria de Sardoura es una freguesia portuguesa del concelho de Castelo de Paiva, con 10,63 km² de superficie y 2.698 habitantes (2001). Su densidad de población es de 253,8 hab/km².